# Campionat d'Espanya d'hoquei sala masculí
El Campionat d'Espanya d'hoquei sala masculina, originalment en castellà Campeonato de España de Primera División Masculina Sala, és una competició esportiva de clubs espanyols d'hoquei sala, creada la temporada 1953-54. La competició està organitzada per la Reial Federació Espanyola d'Hoquei. Es disputa en dos fases: una primera en sistema de tots contra tots en quatre grups regionals, i una fase final formada pels dos millors classificats de cada grup que disputen una lligueta en camp neutral. Els quatre millors classificats disputen una final four que determina el campió de la competició. Sol celebrar-se a principis de l'any, intercalant-se amb les competicions d'hoquei sobre herba ja que els clubs participants acostumen a ser els mateixos.
El dominador de la competició és el San Pablo Valdeluz amb vint-i-quatre títols.

## Historial
| En negreta = Equip guanyador (pro.) = Pròrroga (so.) = Shoot-out (1) = Nombre de campionats Nota: Noms dels equips segons l'època |

| Edició  | Temp.   | Data       | Campió                   | Resultat       | Subcampió                | Seu                                           | refs   |
| ------- | ------- | ---------- | ------------------------ | -------------- | ------------------------ | --------------------------------------------- | ------ |
| I       | 1953-54 |            | CA Montemar (1)          |                |                          |                                               |        |
| II      | 1954-55 | 28-06-1955 | CA Montemar (2)          | 3-2            | Hogar CU                 | Pabellón de los Deportes, València            | [ 2 ]  |
| III     | 1955-56 | 26-07-1956 | Hogar CU (1)             | 9-4            | Gaviria HC               | Anoeta, Sant Sebastià                         | [ 3 ]  |
| IV      | 1956-57 | 30-06-1957 | Gaviria HC (1)           | 7-3            | Hogar CU                 | Camp del CA Montemar, Alacant                 | [ 4 ]  |
| V       | 1957-58 | 29-06-1958 | Hogar CU (2)             | 5-3            | Gaviria HC               | Anoeta, Sant Sebastià                         | [ 5 ]  |
| VI      | 1958-59 | 21-06-1959 | Club Egara (1)           | 12-9           | CA Montemar              | Terraza Ferca, València                       | [ 6 ]  |
| VII     | 1959-60 | 06-07-1960 | CA Montemar (3)          | 4-2            | CUDE Madrid              | Vigo                                          | [ 7 ]  |
| VIII    | 1960-61 | 01-07-1961 | CD Terrassa (1)          | 6-1            | Hogar CU                 | Camp del CA Montemar, Alacant                 | [ 8 ]  |
| IX      | 1961-62 | 24-06-1962 | AD Plus Ultra (1)        | 3-2            | RACE Junior              | Club de Campo, Madrid                         | [ 9 ]  |
| X       | 1962-63 |            |                          |                |                          |                                               |        |
| XI      | 1963-64 | 24-06-1964 | CA Montemar ()           | 5-2            | CD Bosco                 | Cadis                                         | [ 10 ] |
| XII     | 1964-65 | 06-1965    | CD Terrassa ()           | 6-4            | Club de Campo            | Pavelló Jardí, Terrassa                       | [ 11 ] |
| XIII    | 1965-66 | 09-07-1966 | CD Terrassa ()           | 1-0            | Colegio de la Inmaculada | Ourense                                       | [ 12 ] |
| XIV     | 1966-67 |            |                          |                |                          |                                               |        |
| XV      | 1967-68 | 07-1968    | CA Montemar ()           | lligueta       | Cid OJE                  | Santander                                     | [ 13 ] |
| XVI     | 1968-69 | 20-06-1969 | Cid OJE ()               | 8-6 (pro.)     | Club Egara               | Instal·lacions Caño Herrera, San Fernando     | [ 14 ] |
| XVII    | 1969-70 |            |                          |                |                          |                                               |        |
| XVIII   | 1970-71 |            |                          |                |                          |                                               |        |
| XIX     | 1971-72 | 19-07-1972 | Cadis CF ()              | 6-4            | CA Montemar              | Cadis                                         | [ 15 ] |
| XX      | 1972-73 | 24-06-1973 | CD Terrassa ()           | 5-1            | CUDE Madrid              | Pabellón Polideportivo Chapina, Sevilla       | [ 16 ] |
| XXI     | 1973-74 | 01-07-1974 | CA Montemar ()           | 10-9 (pro.)    | CD Terrassa              | Lleó                                          | [ 17 ] |
| XXII    | 1974-75 | 01-07-1975 | San Pablo Valdeluz (1)   | 7-5            | CA Montemar              | Camp del CA Montemar, Alacant                 | [ 18 ] |
| XXIII   | 1975-76 | 29-06-1976 | CA Montemar ()           | 7-4            | San Pablo Valdeluz       | Ciutat Universitària de Madrid                | [ 19 ] |
| XXIV    | 1976-77 | 12-1976    | San Pablo Valdeluz (2)   |                | CD Terrassa              | Polideportivo d'Aluche, Madrid                | [ 20 ] |
| XXV     | 1977-78 |            | San Pablo Valdeluz (3)   |                |                          |                                               |        |
| XXVI    | 1978-79 | 23-12-1978 | San Pablo Valdeluz (4)   | 5-3            | Club Pilaristas          | Madrid                                        | [ 21 ] |
| XXVII   | 1979-80 | 11-11-1979 | Club Pilaristas (1)      | 8-6 (pro.)     | San Pablo Valdeluz       | Madrid                                        | [ 22 ] |
| XXVIII  | 1980-81 |            | San Pablo Valdeluz (5)   |                |                          |                                               |        |
| XXIX    | 1981-82 | 17-01-1982 | Atlètic Terrassa HC (1)  | 6-6 (4-3, so.) | San Pablo Valdeluz       | Madrid                                        | [ 23 ] |
| XXX     | 1982-83 | 16-01-1983 | Atlètic Terrassa HC (2)  | 8-6            | San Pablo Valdeluz       | Madrid                                        | [ 24 ] |
| XXXI    | 1983-84 | 15-01-1984 | Atlètic Terrassa HC (3)  | 6-3            | San Pablo Valdeluz       | Pavelló de Can Salas, Terrassa                | [ 25 ] |
| XXXII   | 1984-85 | 29-12-1984 | San Pablo Valdeluz (6)   | 7-6            | Atlètic Terrassa HC      | Polideportivo Magariños, Madrid               | [ 26 ] |
| XXXIII  | 1985-86 |            | Atlètic Terrassa HC (4)  |                | San Pablo Valdeluz       |                                               |        |
| XXXIV   | 1986-87 | 01-02-1987 | Atlètic Terrassa HC (5)  | 6-4            | Taboada Soto Valdeluz    | Múrcia                                        | [ 27 ] |
| XXXV    | 1987-88 | 03-01-1988 | Atlètic Terrassa HC (6)  | 11-10 (pro.)   | San Pablo Valdeluz       | Pavelló de Can Salas, Terrassa                | [ 28 ] |
| XXXVI   | 1988-89 |            | San Pablo Valdeluz (7)   |                |                          |                                               |        |
| XXXVII  | 1989-90 | 15-07-1990 | San Pablo Valdeluz (8)   | 7-4            | Línia 22 HC              | Pavelló de Can Jofresa, Terrassa              | [ 29 ] |
| XXXVIII | 1990-91 | 30-06-1991 | SPV Señorio Illescas (9) | 6-3            | Vallès Esportiu          | Las Palmas de Gran Canaria                    | [ 30 ] |
| XXXIX   | 1991-92 |            | Aldeasa Valdeluz (10)    |                | Sardinero HC             |                                               |        |
| XL      | 1992-93 |            | Aldeasa Valdeluz (11)    |                | Sardinero HC             |                                               |        |
| XLI     | 1993-94 |            | Aldeasa Valdeluz (12)    |                | Sardinero HC             |                                               |        |
| XLII    | 1994-95 |            | CD Terrassa ()           | 8-6            | Aldeasa Valdeluz         | Matadepera                                    | [ 31 ] |
| XLIII   | 1995-96 | 17-12-1995 | Aldeasa Valdeluz (13)    | 8-5            | CD Terrassa              | Madrid                                        | [ 32 ] |
| XLIV    | 1996-97 | 09-02-1997 | Atlètic Terrassa HC (7)  |                |                          | Poliesportiu de Sant Andreu de la Barca       | [ 33 ] |
| XLV     | 1997-98 | 25-01-1998 | Atlètic Terrassa HC (8)  | 6-4            | Sardinero HC             |                                               | [ 34 ] |
| XLVI    | 1998-99 | 17-01-1999 | Atlètic Terrassa HC (9)  | 6-3            | CD Terrassa              | Pavelló Municipal, Sant Vicent del Raspeig    | [ 35 ] |
| XLVII   | 1999-00 | 15-01-2000 | Atlètic Terrassa HC (10) | 3-1            | Sardinero HC             | Santander                                     | [ 36 ] |
| XLVIII  | 2000-01 |            | Atlètic Terrassa HC (11) |                | CD Complutense           |                                               |        |
| XLIX    | 2001-02 | 03-02-2002 | UD Taburiente (1)        | 6-4            | CD Complutense           | Santander                                     | [ 37 ] |
| L       | 2002-03 | 29-12-2002 | CD Complutense (14)      | 5-4            | Club Egara               | Pavelló del Club Egara, Terrassa              | [ 38 ] |
| LI      | 2003-04 | 15-02-2004 | Atlètic Terrassa HC (12) | 5-4 (pro.)     | CD Complutense           | Ourense                                       | [ 39 ] |
| LII     | 2004-05 | 06-02-2005 | Club de Campo ()         | 10-3           | Atlètic Terrassa HC      |                                               | [ 40 ] |
| LIII    | 2005-06 | 12-02-2006 | Club de Campo ()         | 7-3            | Apostol Bule Bule        |                                               | [ 41 ] |
| LIV     | 2006-07 | 04-02-2007 | Club de Campo ()         | 8-3            | ONO Atlètic Terrassa     |                                               | [ 42 ] |
| LV      | 2007-08 | 03-02-2008 | Club de Campo ()         | 6-5            | FC Barcelona             |                                               | [ 43 ] |
| LVI     | 2008-09 | 25-01-2009 | Atlètic Terrassa HC (13) | 4-1            | Ciudad de las Palmas GC  |                                               | [ 44 ] |
| LVII    | 2009-10 | 28-02-2010 | Club de Campo ()         | 1-0            | Atlètic Terrassa HC      | Sevilla                                       | [ 45 ] |
| LVIII   | 2010-11 | 13-02-2011 | Atlètic Terrassa HC (14) | 4-3            | Club de Campo            |                                               | [ 46 ] |
| LIX     | 2011-12 | 18-12-2011 | Atlètic Terrassa HC (15) | 4-3            | Club de Campo            | Pavelló Pla de Bon Aire, Terrassa             | [ 47 ] |
| LX      | 2012-13 | 03-02-2013 | CD Complutense (15)      | 3-2            | Club de Campo            | Club de Campo Villa de Madrid                 | [ 48 ] |
| LXI     | 2013-14 | 09-02-2014 | CD Complutense (16)      | 7-2            | Club de Campo            |                                               | [ 49 ] |
| LXII    | 2014-15 | 08-02-2015 | CH Complutense (17)      | 4-4 (2-0, so.) | Atlètic Terrassa HC      |                                               | [ 50 ] |
| LXIII   | 2015-16 | 07-02-2016 | SPV Complutense (18)     | 3-2            | Atlètic Terrassa HC      | Pavelló Can Salas, Terrassa                   | [ 51 ] |
| LXIV    | 2016-17 | 05-02-2017 | SPV Complutense (19)     | 3-2            | Club de Campo            | Pavelló Municipal de Matadepera               | [ 52 ] |
| LXV     | 2017-18 | 04-02-2018 | SPV Complutense (20)     | 2-1            | Club de Campo            | Pabellón Rubén Ruzafa, Rincón de la Victoria  | [ 53 ] |
| LXVI    | 2018-19 | 27-01-2019 | SPV Complutense (21)     | 6-3            | FC Barcelona             | Pavelló Ginés Alenda, Sant Vicent del Raspeig | [ 54 ] |
| LXVII   | 2019-20 | 09-02-2020 | FC Barcelona (1)         | 4-3            | SPV Complutense          | Polideportivo Felix Santana, Las Palmas       | [ 55 ] |
| LXVIII  | 2020-21 | 07-02-2021 | SPV Complutense (22)     | 7-3            | CD Málaga 91             | Pazo dos Deportes Paco Paz, Orense            | [ 56 ] |
| LXIX    | 2021-22 | 23-02-2022 | Sanse Complutense (23)   | 7-0            | FC Barcelona             | Pavelló del Cabanyal, València                | [ 57 ] |
| LXX     | 2022-23 | 12-02-2023 | Sanse Complutense (24)   | 3-3 (6-5, so.) | Club de Campo            | Pazo dos Deportes Paco Paz, Orense            | [ 58 ] |

## Palmarès
| Equip                           | Campió | Subcampió | Finals | Anys campió | Anys subcampió                                                         |
| ------------------------------- | ------ | --------- | ------ | --- | ---------------------------------------------------------------------- |
| San Pablo Valdeluz              | 24     | 10        | 33     | |                                                                        |
| Atlètic Terrassa Hockey Club    | 15     | 5         | 18     | 1981-82, 1982-83, 1983-84, 1985-86, 1986-87, 1987-88, 1996-97, 1997-98, 1998-99, 1999-00, 2000-01, 2003-04, 2008-09, 2010-11, 2011-12 | 1984-85, 2004-05, 2009-10, 2014-15, 2015-16                            |
| Club Atlético Montemar          | 7      | 3         | 10     | 1953-54, 1954-55, 1959-60, 1963-64, 1967-68, 1973-74, 1975-76                                                                         | 1958-59, 1971-72, 1974-75                                              |
| Club de Campo                   | 5      | 8         | 13     | 2004-05, 2005-06, 2006-07, 2007-08, 2009-10                                                                                           | 1964-65, 2010-11, 2011-12, 2012-13, 2013-14, 2016-17, 2017-18, 2022-23 |
| Club Deportiu Terrassa          | 5      | 4         | 9      | 1972-73, 1960-61, 1964-65, 1965-66, 1994-95                                                                                           | 1973-74, 1976-77, 1995-96, 1998-99                                     |
| Hogar Ciudad Universitaria      | 2      | 3         | 5      | 1955-56, 1957-58 | 1954-55, 1956-57, 1960-61                                              |
| Futbol Club Barcelona           | 1      | 3         | 4      | 2019-20 | 2007-08, 2018-19, 2021-22                                              |
| Gaviria Hockey Club             | 1      | 2         | 3      | 1956-57 | 1955-56, 1957-58                                                       |
| Club Egara                      | 1      | 2         | 3      | 1958-59 | 1968-69, 2002-03                                                       |
| Cid OJE                         | 1      | 1         | 2      | 1968-69 | 1967-68                                                                |
| Club Pilaristas                 | 1      | 1         | 2      | 1979-80 | 1978-79                                                                |
| Agrupación Deportiva Plus Ultra | 1      | 0         | 1      | 1961-62 | —                                                                      |
| Sardinero Hockey Club           | 0      | 5         | 5      | — | 1991-92, 1992-93, 1993-94, 1997-98, 1999-00                            |
| Hogar Ciudad Universitaria      | 0      | 2         | 2      | — | 1959-60, 1972-73                                                       |
| Club Deportivo Bosco            | 0      | 1         | 1      | — | 1963-64                                                                |
| Línia 22 Hoquei Club            | 0      | 1         | 1      | — | 1989-90                                                                |
| Vallès Esportiu                 | 0      | 1         | 1      | — | 1990-91                                                                |
| Apostol Bule Bule               | 0      | 1         | 1      | — | 2005-06                                                                |